# Jane Lubchenco
Jane Lubchenco, née le 4 décembre 1947 à Denver, est une scientifique américaine et une biologiste de la flore marine. Le 19 mars 2009, elle a été nommée à la tête du National Oceanic and Atmospheric Administration (NOAA), une première pour une femme.
Elle a été présidente du Conseil international pour la science (ICSU) de 2002 à 2005, et a reçu (conjointement avec Madhav Gadgil, un scientifique indien le 25 mars 2015) le prix Tyler pour ses travaux sur l'environnement et le Changement politique